# María Granillo

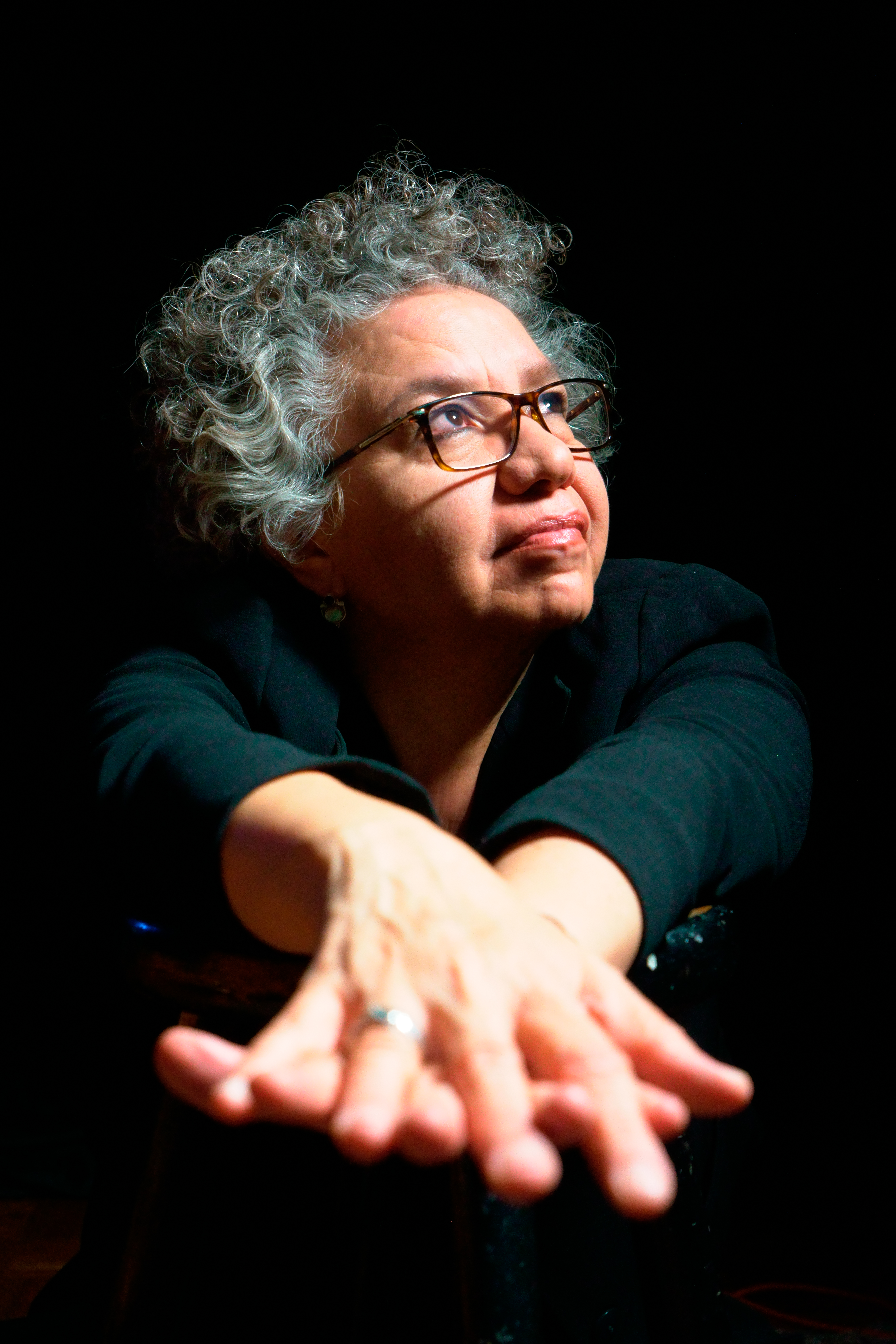
María Granillo en 2019. Ciudad México.

María Granillo González (30 de enero de 1962) es una compositora mexicana, catedrática del Programa de Maestría y Doctorado en Música de la UNAM.

## Vida
Nacida en Torreón, Coahuila, hija mayor de un ingeniero civil y una pintora, creció en la Ciudad de México. Desde niña recibió una sólida educación musical con clases de piano y guitarra clásicas y de música folklórica latinoamericana. 
Durante su infancia fue formada en escuelas activas y a partir de la educación media superior, en escuelas de la Universidad Nacional Autónoma de México.

## Trayectoria académica
Licenciada en Composición por la Escuela Nacional de Música de la Universidad Nacional Autónoma de México (UNAM), realizó un posgrado en Composición en el Guildhall School of Music and Drama en Londres y posteriormente obtuvo el grado de Maestría en la University of York, Inglaterra. En 2006 obtuvo el Doctorado en Composición por la University of British Columbia en Vancouver, Canadá, bajo la dirección del Dr. Keith Hamel. Sus actividades principales son la composición y la docencia en todos los niveles de educación musical.  
Ha sido miembro de la Sociedad Mexicana de Educación Musical y de la Sociedad Mexicana de Música Nueva. Actualmente se desempeña como Profesora Titular en el área de Composición de la Facultad de Música de la UNAM, donde desde 1993 lleva a cabo una destacable labor docente. También funge como Consejera Académica ante el Consejo Académico del Área de las Humanidades y de las Artes de la misma institución. Sus composiciones abarcan todos los géneros de la música de concierto, así como música original para teatro, cine y danza, y han sido interpretadas y grabadas por destacados intérpretes mexicanos y extranjeros. 

## Premios y reconocimientos
La obra de María Granillo ha estado presente de manera regular en la escena musical mexicana contemporánea, en espacios como el Festival Cervantino, el Foro Internacional de Música Nueva Manuel Enríquez y el Festival Cantat IV. Eventualmente, sus obras se han presentado en EE.UU., Canadá, Londres, Irlanda, Dinamarca, Francia, España, Alemania, Bélgica, San Petersburgo, Brasil, etc. Ha recibido la Medalla Mozart 1996, así como una nominación (2010) al Ariel que otorga la Academia Mexicana de Ciencias y Artes Cinematográficas. Ha representado a México en la Tribuna Internacional de Compositores de la UNESCO, con la Beca Jóvenes Creadores 1993 y 1996 que otorga el Fondo Nacional para la Cultura y las Artes, y el premio Nacional de Composición Coral 1998 y 2007. Pertenece al Sistema Nacional de Creadores. La UNAM le otorgó en 2014 el reconocimiento Sor Juana Inés de la Cruz que entrega a las mujeres universitarias destacadas.

## Obra
Entre sus actividades artísticas destacan el estreno y grabación de su obra sinfónica Breathing Music, con la Orquesta Filarmónica de la Ciudad de México (OFCM), la Camerata y la orquesta Sinfónica del Instituto Politécnico Nacional, dirigidas por Gabriela Díaz Alatriste; la interpretación y grabación de su obra Organika para cuarteto de percusiones con el ensamble Tambuco, la composición de la música original de la película Naica, viaje a la cueva de los cristales , y el estreno y grabación de su cantata Salmos Primarios.
En 2014 se estrena, el 27 de septiembre, su Concierto para piano y orquesta, obra en tres movimientos; llevó como solista a Mauricio Náder (a quien dedicó la obra), con la Orquesta Filarmónica de la Ciudad de México dirigida por José Areán.
Es autora de la ópera para niños El Cuervo de Noche y Día para coro infantil y orquesta de cámara.
Ha editado dos discos, Mousai  (2016) y Kaleidoscopio (2012) con el sello mexicano Urtext y composiciones suyas han sido grabadas, entre otros, por el ensamble de percusiones Tambuco, el ensamble Ónix, el chelista Gustavo Martín. 
Algunas composiciones suyas estrenadas a lo largo del siglo XXI son: 
- Cantata Salmos Primarios para coro y orquesta, OFUNAM, 2012 (Primer lugar en el I Concurso Universitario de Composición Musical, 2012)
- Concierto para Flauta y Orquesta de Cuerdas, OCBA, 2013
- Concierto para Piano y orquesta, OFCM, 2014
- Breathing Music, OFCM, 2015
- Naica, OCBA, 2015
- Ópera El Cuervo de Noche y Día para coro infantil y orquesta de cámara, 2016
- In principio erat verbum, 2016
- Resonancia Magnética, 2017
- Torrente para cuarteto de percusiones y piano, 2017
- Travesías Urbanas concierto para orquesta, OFUNAM, 2017
- Danzas de los espíritus animales, 2019.